# اكادمية فيينا للتاريخ
لا ينبغي الخلط بينها وبين مدرسة فيينا لتاريخ الفن، فمدرسة فينا للتاريخ هي مدرسة مؤثرة في التفكير التاريخي، ومقرها جامعة فيينا. وترتبط ارتباطًا وثيقًا برينارد وينسكوس وهيروغ وولفارم ووالتر بوهي.
باعتمادهم جزئيًا على أفكار من علم الاجتماع والنظرية النقدية، استخدم علماء مدرسة فيينا مفهوم التولد العرقي لإعادة تقييم مفهوم العرق كما ينطبق على المجموعات التاريخية للشعوب، مثل القبائل الجرمانية. مع التركيز على العصور القديمة المتأخرة وأوائل العصور الوسطى، تتمتع مدرسة فيينا بإنتاجية نشر واسعة، وكان لها تأثير كبير في التحليل الحديث للهوية البربرية.

## نظريات
يمكن إرجاع أصول مدرسة فيينا للتاريخ إلى أعمال المؤرخ الألماني راينارد وينسكوس. في ستينيات القرن العشرين، وجد رد فعل ضد المنح الدراسية السابقة للقبائل الجرمانية. اعتمادًا على دراسات حول القبائل الحديثة، افترض وينسكوس أن القبائل الجرمانية في العصور القديمة لم تشكل أعراقًا مميزة، بل كانت تحالفات متنوعة بقيادة النخبة المهيمنة التي استمرت في «التقاليد الأساسية». جادل وينسكوس بأن أعضاء القبائل الجرمانية لم يكونوا في الواقع مرتبطين بعضهم مع بعض بالقرابة؛ كان هذا بالأحرى نسجًا من خيالهم. مع أن كتاب وينسكوس الرائد كان له تأثير كبير، فإنه «ليس سهل القراءة».
العلماء الأحدث المرتبطين بوينسكوس في مدرسة فيينا هم: هيروغ وولفارم ووالتر بوهي. ترتبط مدرسة فيينا بمؤسسة العلوم الأوروبية ومشروع تحويل العالم الروماني. قدمت مؤسسة العلوم الأوروبية الدعم لهذا المشروع بهدف طموح يتمثل في تصحيح النظريات السابقة حول سقوط الإمبراطورية الرومانية الغربية، والتقليل من أهمية الدور الذي لعبته الهُوِيَّة العرقية والهجرة والانحدار الإمبراطوري في هذه العملية. وفقًا لبعض المراقبين، يهدف هذا الدعم سياسيًا إلى تعزيز «التكامل الأوروبي».
اعتمادًا على النظريات المستمدة من علم الاجتماع والنظرية النقدية، قدَّم علماء مدرسة فيينا مفهوم التولد العرقي «ستامس بلدنغ» لتفكيك إثنية القبائل الجرمانية، انطلاقًا من مفهوم «العرق المسيس بشدة»، والتأكيد على تمحور وضعية الأعراق القبلية حول جوهر التقاليد. يؤكد هؤلاء العلماء أيضًا أن تأثير التاريخ الجرماني يمتد إلى ما وراء شمال وغرب أوروبا. يشير ولفرام إلى مساهمة القبائل الجرمانية في تاريخ المناطق، مثل البلقان وجنوب أوروبا عمومًا، وتمتد حتى إلى شمال إفريقيا، من أجل مواجهة الرأي الذي ينص بأنه يجب تحديد التاريخ الجرماني مع الألمان فقط.
بدأت نظريات التولد العرقي لمدرسة فيينا «ثورة في المقاربات التاريخية للعرق المبكر في العصور الوسطى» و«قلبت أسس البحث السابق في المجموعات العرقية في أوائل فترة العصور الوسطى». ومنذ ذلك الحين أصبحت النموذج الذي يجري وفقه التحليل العرقي «البربري». لديهم مخرجات نشر هائلة ومن بين علماء اللغة الإنجليزية الذين تأثروا بمدرسة فيينا باتريك جيري وإيان إن وود وباتريك أموري. ومع ذلك، فإن جيري، ووود، وبوهل يتعاملون مع النظريات «بطريقة أكثر مرونة» من وينسكوس وولفرام. يلاحظ جاي هالسول التأثير الإيجابي لهذه المقاربات في دراسة العرق القديم المتأخر، مشيرًا إلى أن آراء بول حول قابلية تغيير الهُوِيَّة العرقية تتعارض مع مفاهيم ما قبل الحرب عن الأصولية العرقية التي بقيت على قيد الحياة في بعض الدراسات الحديثة الأخرى.

### مدرسة تورنتو
كانت مدرسة فيينا على النقيض من مدرسة تورنتو، إذ يُعد والتر جوفارت عضوًا قياديًا فيها. مثل مدرسة فيينا، تلقى أعضاء مدرسة تورنتو «دفعة كبيرة» من مؤسسة العلوم الأوروبية، التي يزعم بعض النقاد أنها تعكس أجندة سياسية «متعددة الثقافات» و«نسبية» من جانب الاتحاد الأوروبي. بينما تُعد مدرسة فيينا الأدب الإسكندنافي القديم وأعمالًا مثل جيتيكا لجوردنز ذات قيمة ما، فإن هذا مرفوض تمامًا من قبل مدرسة تورنتو. وهم يعدون هذه الأعمال بمثابة إنشاءات اصطناعية خالية تمامًا من التقاليد الشفوية. في حين أن أيًا من المدارس ليست متجانسة تمامًا في نهجها، فإن المناقشات بين المدرستين تتميز بشغف شديد بنحو غير عادي وحوار جدلي جدًا.
في عام 2002 ، نُشر عن الهوية البربرية عمل لعلماء مرتبطين بمدرسة تورنتو، وقد حرَّره أندرو جيليت. في هذا العمل، اتُهمت مدرسة فيينا بأنها مؤلفة من «قوميين مشفرين»، وفرضت «أرثوذكسية تاريخية جديدة». ينكر هؤلاء النقاد أن الشعوب الجرمانية المختلفة لديها مجموعة واحدة من التقاليد الأساسية. إنهم يعدون الأدب الإسكندنافي القديم والأدب الروماني ومصادر أولية أخرى غير موثوقة لدراسة التاريخ والثقافة الجرمانية.
تُعد المنح الدراسية السابقة للقبائل الجرمانية من قبلهم غير موثوقة سياسيًا. من وجهة نظرهم، كانت الثقافة الجرمانية من صنع الإمبراطورية الرومانية. انتقد وولف ليبشويتز هذه النظريات باعتبارها «إيديولوجية شديدة جدًا، مشتقة من رفض القومية وقبول التعددية الثقافية»، و«معيبة لأنها تعتمد على استخدام عقائدي وانتقائي للأدلة». يؤكد ليبشتز أن مؤيدي هذه النظريات مدفوعون بأجندة سياسية تدور حول هوية عموم أوروبا.

#### مؤرخو أكسفورد
في السنوات الأخيرة، قاد العلماء المرتبطون بجامعة أكسفورد ما يصفه غاي هالسول بأنه «هجوم مضاد للمراجعة» ضد «طرق التفكير الأكثر دقَّة» لمدرسة فيينا ومدرسة تورنتو. وعدّ المؤرخ بيتر هيذر من كبار الشخصيات بينهم. لا تتفق هيذر مع كل من نظرية التقليد الأساسي الذي ابتدعتها مدرسة فيينا، ونظريات مدرسة تورنتو. تؤكد هيذر أنه وجدت طبقة أحرار بين العبيد والنبلاء الذين شكلوا العمود الفقري للقبائل الجرمانية، وأن الهُوِيَّة العرقية للقبائل -مثل القوط- كانت مستقرة قرونًا عدة، إذ تجمعها أواصر هؤلاء الأحرار. يتتبع سقوط الإمبراطورية الرومانية الغربية إلى الهجرة الخارجية التي أثارها الهون في أواخر القرن الرابع.